# Bad Muskau
Bad Muskau, (Sorbisk:Mužakow), er en mindre by med knap 4.000 indbyggere, i Landkreis Görlitz i Oberlausitz i delstaten Sachsen i Tyskland.

## Geografi
Byen ligger i den nordøstlige del af landkreisen ved floden Lausitzer Neiße og blev delt ved grænsedragningen efter 2. verdenskrig På den østlige flodbred ligger den polske naboby Łęknica (Lugknitz), og den 750 htar store landskabsparken Fürst-Pückler-Park, der er et Verdensarvssted breder sig på begge flodbreder. Ved den sydlige ende af byen begynder Muskauer Heide der er revier for bestanden af ulve Oberlausitz. Bydelen Köbeln er det nordligste punkt i Østsachsen.

### Nabokommuner
Mod syd grænser Bad Muskau til Krauschwitz, mod sydvest til Gablenz (begge i Landkreis Görlitz), mod vest til kommunen Jämlitz-Klein Düben, mod nord til kommunen Neiße-Malxetal (begge i Landkreis Spree-Neiße). I Polen grænser Łęknica mod øst og Gmina Trzebiel (Triebel) i nordøst (begge i Powiat Żarski) til Bad Muskau. Gablenz ogg dens tidligere selvstændige bydel Kromlau indgår med Bad Muskau i Verwaltungsgemeinschaft Bad Muskau.

### Inddeling
Ud over hovedbyen Bad Muskau består kommunen af landsbyerne Berg (siden 1940) og Köbeln (siden 1950).

## Historie
Mužakow blev grundlagt i det 13. århundrede, på stedet for en slavisk flugtborg. Det var en gunstig handelsplads ved Neiße i forbindelse med den tyske kolonialisation af området.Den ældste skriftlige kilde er fra 1249.